# 孙格巴顿
孙格巴顿（1920年—2010年），男，藏族，四川康定人，中华民国及中华人民共和国政治人物。

## 生平
孙格巴顿毕业于中央大学边疆政治系。历任西藏班禅驻京办事处科长、代理处长，国民政府蒙藏委员会专门委员。
中华人民共和国成立后，孙格巴顿历任西南军政委员会、西南民族事务委员会委员，班禅堪布会议厅四品官，班禅驻京办事处处长，最高人民法院顾问，西藏自治区筹备委员会文教处处长，四川省政协副秘书长、常委，四川藏学研究书院副院长，第六、七、八届全国政协委员等职务。
1998年1月，孙格巴顿获聘为四川省人民政府参事，2004年5月任满离任。
2010年，孙格巴顿逝世。

## 家庭
- 姑父：计晋美